# داني ويليام
داني ويليام (بالإنجليزية: Danny Hale)‏ هو مدير فني أمريكي، ولد في 29 ديسمبر 1946.